# هرشل گوردون لویس
هرشل گوردون لویس (انگلیسی: Herschell Gordon Lewis; ۱۵ ژوئن ۱۹۲۶ – ۲۶ سپتامبر ۲۰۱۶) فیلمساز اهل ایالات متحده آمریکا بود که بین سال‌های ۱۹۵۹ تا ۲۰۱۶ میلادی فعالیت می‌کرد و بیشتر با ابداع زیرگونهٔ اسپلتر در سینمای وحشت شناخته می‌شود. به او پدرخواندهٔ gore (خشونت بی‌پردهٔ تصویری) لقب داده‌اند؛ لقبی که بین او و لوچو فولچی مشترک است.
ضیافت خون (۱۹۶۳) از مهمترین فیلم‌های اوست که آغازگر سینمای اسپلتر بوده‌است. از دیگر فیلم‌هایش دوهزار دیوانه! (۱۹۶۴) را می‌توان نام برد.